# ایست پوینت (لوئیزیانا)
ایست پوینت (به انگلیسی: East Point) یک منطقهٔ مسکونی در ایالات متحده آمریکا است که در پریش رد ریور، لوئیزیانا واقع شده‌است. ایست پوینت  ۴۳٫۸۹ متر بالاتر از سطح دریا واقع شده‌است.